# Pływanie na Letnich Igrzyskach Olimpijskich 1968 – 200 m stylem motylkowym kobiet
200 m stylem motylkowym kobiet – jedna z konkurencji pływackich rozgrywanych podczas XIX Igrzysk Olimpijskich w Meksyku. Eliminacje i finał odbyły się 24 października 1968 roku.
Pierwszą mistrzynią olimpijską w tej konkurencji została rekordzistka świata Ada Kok. Holenderkapoprawiła swój rekord olimpijski z eliminacji, uzyskawszy w finale czas 2:24,7 i w walce o złoto wyprzedziła o 0,1 s reprezentantkę NRD Helgę Lindner (2:24,8). Brązowy medal zdobyła Amerykanka Ellie Daniel (2:25,9).

## Rekordy
Przed zawodami rekord świata i rekord olimpijski wyglądały następująco:
| Rekord            | Zawodniczka      | Czas   | Miejsce   | Data             |       |
| ----------------- | ---------------- | ------ | --------- | ---------------- | ----- |
| Rekord świata     | Ada Kok          | 2:21,0 | Blackpool | 25 sierpnia 1967 | [ 1 ] |
| Rekord olimpijski | nowa konkurencja | -      | -         | -                |       |

W trakcie zawodów ustanowiono następujące rekordy:
| Data            | Etap konkurencji      | Zawodniczka  | Czas   | Rekord |
| --------------- | --------------------- | ------------ | ------ | ------ |
| 24 października | wyścig eliminacyjny 1 | Diane Giebel | 2:33,0 | OR     |
| 24 października | wyścig eliminacyjny 2 | Ellie Daniel | 2:29,4 | OR     |
| 24 października | wyścig eliminacyjny 3 | Toni Hewitt  | 2:29,1 | OR     |
| 24 października | wyścig eliminacyjny 4 | Ada Kok      | 2:26,3 | OR     |
| 24 października | finał                 | Ada Kok      | 2:24,7 | OR     |

## Wyniki

### Eliminacje
| Miejsce | Wyścig | Zawodniczka        | Państwo           | Czas     | Uwagi |
| ------- | ------ | ------------------ | ----------------- | -------- | ----- |
| 1.      | 4      | Ada Kok            | Holandia          | 2:26,3   | Q,    |
| 2.      | 3      | Toni Hewitt        | Stany Zjednoczone | 2:29,1   | Q     |
| 3.      | 2      | Ellie Daniel       | Stany Zjednoczone | 2:29,4   | Q     |
| 4.      | 4      | Helga Lindner      | NRD               | 2:29,4   | Q     |
| 5.      | 3      | Heike Hustede      | RFN               | 2:32,1   | Q     |
| 6.      | 1      | Diane Giebel       | Stany Zjednoczone | 2:33,0   | Q     |
| 7.      | 1      | Yasuko Fujii       | Japonia           | 2:33,4   | Q     |
| 8.      | 1      | Margaret Auton     | Wielka Brytania   | 2:33,6   | Q     |
| 9.      | 4      | Tetiana Dewiatowa  | ZSRR              | 2:34,7   |       |
| 10.     | 3      | Christine Strübing | NRD               | 2:39,0   |       |
| 11.     | 1      | Sandra Whittleston | Nowa Zelandia     | 2:39,7   |       |
| 12.     | 2      | Vivienne Smith     | Irlandia          | 2:39,7   |       |
| 13.     | 2      | Jeanne Warren      | Kanada            | 2:40,7   |       |
| 14.     | 2      | Lyn McClements     | Australia         | 2:40,7   |       |
| 15.     | 4      | Marilyn Corson     | Kanada            | 2:41,8   |       |
| 16.     | 2      | Lotten Andersson   | Szwecja           | 2:42,1   |       |
| 17.     | 2      | Lidia Ramírez      | Meksyk            | 2:42,1   |       |
| 18.     | 4      | Pauline Gray       | Australia         | 2:43,6   |       |
| 19.     | 1      | Carmen Gómez       | Kolumbia          | 2:44,7   |       |
| 20.     | 4      | Kristina Moir      | Portoryko         | 2:51,1   |       |
| 21.     | 3      | Nam Sang-nam       | Korea Południowa  | 2:58,6   |       |
| 25. !   | 1      | Ana Marcial        | Portoryko         | 9:99,9 ! | DNS   |
| 25. !   | 3      | Ruth Apt           | Urugwaj           | 9:99,9 ! | DNS   |
| 25. !   | 3      | Ingrid Gustavsson  | Szwecja           | 9:99,9 ! | DNS   |
| 25. !   | 4      | Adriana Comolli    | Argentyna         | 9:99,9 ! | DNS   |

### Finał
| Miejsce | Zawodniczka    | Państwo           | Czas   | Uwagi |
| ------- | -------------- | ----------------- | ------ | ----- |
| 1. !    | Ada Kok        | Holandia          | 2:24,7 | OR    |
| 2. !    | Helga Lindner  | NRD               | 2:24,8 |       |
| 3. !    | Ellie Daniel   | Stany Zjednoczone | 2:25,9 |       |
| 4.      | Toni Hewitt    | Stany Zjednoczone | 2:26,2 |       |
| 5.      | Heike Hustede  | RFN               | 2:27,9 |       |
| 6.      | Diane Giebel   | Stany Zjednoczone | 2:31,7 |       |
| 7.      | Margaret Auton | Wielka Brytania   | 2:33,2 |       |
| 8.      | Yasuko Fujii   | Japonia           | 2:34,3 |       |